# Aardbeving Qinghai april 2010
De aardbeving in Qinghai op 13 april 2010 vond plaats om 23:49:37 UTC. Het epicentrum lag op ongeveer 240 kilometer ten noordwesten van Chamdo en 375 kilometer ten zuidoosten van Golmud. De kracht bedroeg 6,9 op de schaal van Richter. Het hypocentrum lag op een diepte van 10 kilometer. Er vielen minstens 2046 doden en 12.135 gewonden.

## Voor- en naschokken
| Datum    | Tijd (UTC) | Coördinaten                    | Diepte  | Schaal van Richter | Ref.  |
| -------- | ---------- | ------------------------------ | ------- | ------------------ | ----- |
| 13 april | 21:40:00   | 33° 10' 59" NB, 96° 37' 23" OL | 18,9 km | 5,0                | [ 3 ] |
| 14 april | 00:01:17   | 32° 41' 35" NB, 96° 52' 19" OL | 10 km   | 5,3                | [ 4 ] |
| 14 april | 00:12:25   | 33° 1' 48" NB, 96° 33' 36" OL  | 10 km   | 5,2                | [ 5 ] |
| 14 april | 01:25:15   | 33° 10' 44" NB, 96° 26' 53" OL | 4 km    | 5,8                | [ 6 ] |
| 17 april | 00:59:01   | 32° 35' 17" NB, 92° 44' 35" OL | 40,6 km | 5,1                | [ 7 ] |

Januari: Salomonseilanden (3 januari) · Californië (10 januari) · Haïti (12 januari) -
Februari: Bougainville (1 februari) · Riukiu-eilanden (26 februari) · Chili (27 februari) -
Maart: Taiwan (4 maart) · Sumatra (5 maart) · Turkije (8 maart) · Chili (11 maart) · Japan (14 maart) · Obi-eilanden (14 maart) -
Mei: Sumatra (9 mei) · Vanuatu (27 mei) -
Juni: Papoea (16 juni) -
Oktober: Sumatra (25 oktober)